# Lac Bomboro
Lac Bomboro är en sjö i Centralafrikanska republiken.   Den ligger i prefekturen Ouham, i den västra delen av landet, 400 km norr om huvudstaden Bangui. Lac Bomboro ligger 407 meter över havet.
Omgivningarna runt Lac Bomboro är huvudsakligen savann. Runt Lac Bomboro är det mycket glesbefolkat, med 5 invånare per kvadratkilometer.